# Dennis Anderson
Dennis Anderson (ur. 16 sierpnia 1949 w Edmonton, zm. 20 marca 2019 tamże) – był politykiem prowincjonalnym w Albercie. 

## Życiorys
Urodził się w Edmonton w Albercie. Służył jako członek Zgromadzenia Legislacyjnego Alberty dla Progresywno-Konserwatywnej Partii Kanady od 1979 do 1993. Po zakończeniu politycznej kariery, Anderson założył Alberta Alliance on Mental Illness and Health.